# Casa de los Tres Mundos

Logo della Casa de los Tres Mundos.

La Casa de los Tres Mundos ("casa dei tre mondi"), un progetto di cultura e sviluppo a Granada (Nicaragua), è stata fondata nel 1989 da Ernesto Cardenal e Dietmar Schönherr come Fundación Casa de Los Tres Mundos. L'istituzione sostiene, secondo i suoi principi, “progetti culturali dando molto peso agli interessi sociali in Nicaragua e America centrale”. Oltre al sostegno originario dell'educazione artistica e musicale di bambini e giovani, dal 1999, quando l'uragano Mitch ha devastato la regione, si sostiene anche un progetto per lo sviluppo di villaggi in Malacatoya, nella zona del comune di Granada.
L'obiettivo dichiarato dei fondatori era non solo di sostenere lo sviluppo economico, ma anche di migliorare, con il sostegno delle iniziative nel ramo dell'educazione culturale, le condizioni della vita per la gente. La Casa de los Tres Mundos si definisce per questo un centro internazionale mentale e culturale, dove i poteri delle diverse culture coincidono e si promuovono e si arricchiscono scambievolmente. Nella Casa de los Tres Mundos si svolgono concerti, mostre, letture, recite, iniziative teatrali e danzanti. Oltre a ciò ci sono corsi di lingua, simposi internazionali e festival. Ci sono una scuola di musica e una scuola di pittura con insegnanti in pianta stabile. Si insegna a bambini di ogni ceto sociale. Inoltre alloggia in questo edificio l'archivio storico della città di Granada.
Formalmente il sostegno effettivo all'istituzione Casa de los Tres Mundos viene offerto dall'associazione morale Pan y Arte con residenza a Münster. Dal 2001 i giovani austriaci possono fare il Servizio austriaco all'estero nella Casa.